# Bisante
Bisante (en llatí Bisanthe, en grec antic Βισάνθη) era una gran ciutat de Tràcia a la costa de la Propòntida, que havia estat fundada per colons de Samos, segons Heròdot i Claudi Ptolemeu. Cap a l'any 400 aC, va pertànyer al rei traci Seutes dels odrisis, diu Xenofont.
Més tard va canviar el seu nom per Ῥαίδεστον 'Raideston' o Ῥαίδεστος 'Raidestos' (en llatí Raedestum o Raedestus), però no se sap en quina època.
La ciutat va patir destruccions als segles iv i V i Justinià I al segle vi la va restaurar, quan ja havia entrat en decadència, segons l'historiador Procopi. Més tard, els búlgars la van destruir dos cops, el primer l'any 813, durant l'expansió del Primer Imperi Búlgar, i una segona vegada l'any 1206.
La història posterior d'aquesta ciutat, que va tenir una gran importància per a l'Imperi Romà d'Orient, es coneix pels relats de Jordi Paquimeres. Generalment es creu que la ciutat de Resistos o Resisto, esmentada per Plini el Vell (Naturalis Historia, IV, 18), i a l'Itinerari d'Antoní, és la mateixa que Bisante, però Plini també parla de Bisanthe i Resistos com a dues ciutats diferents.